# Kanton La Ravoire
Kanton La Ravoire is een kanton van het Franse departement Savoie. Kanton La Ravoire maakt deel uit van het arrondissement Chambéry en telt 23.497 inwoners in 2018.

## Gemeenten
Het kanton La Ravoire omvat de volgende gemeenten:
- Barberaz
- Challes-les-Eaux
- La Ravoire (hoofdplaats)
- Saint-Baldoph
- Saint-Jeoire-Prieuré

Bij de herindeling van de kantons in 2014-2015 werd het niet gewijzigd.